# Renault Symbioz
Renault Symbioz to samochód marki Renault, produkowany od 2024 roku. 

## Historia i opis modelu
Auto jest crossoverem segmentu C Samochód jest następcą modelu Renault Mégane.

### Dane techniczne
Pojemność bagażnika tego auta wynosi od 492 do 1583 l. Samochód napędza 145 konna hybryda.